# Amtsbezirk Kirchschlag
Der Amtsbezirk Kirchschlag war um die Mitte des 19. Jahrhunderts eine Verwaltungseinheit im Viertel unter dem Wienerwald in Niederösterreich.
Der Amtsbezirk war der Kreisbehörde in Wiener Neustadt unterstellt und besorgte deren Amtsgeschäfte vor Ort. Die Zuständigkeit erstreckte sich neben Kirchschlag in der Buckligen Welt auf die damaligen Gemeinden Aigen, Gschaidt, Hochneukirchen, Krumbach, Lembach, Lichtenegg, Schönau, Stang, Stickelberg und Wiesmath.
Der Amtsbezirk umfasste dabei 11 Gemeinden mit 12.595 Einwohnern (lt. Zählung von 1851).